# Xu Yuan
Xu Yuan (17 de novembro de 1985) é uma futebolista chinesa que atua como atacante.

## Carreira
Xu Yuan integrou o elenco da Seleção Chinesa de Futebol Feminino, nas Olimpíadas de 2008. 